# 225 v.Chr.

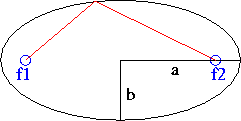
Ellips

Het jaar 225 v.Chr. is een jaartal in de 3e eeuw v.Chr. volgens de christelijke jaartelling.

## Gebeurtenissen

### Italië
- Een coalitie van Gallische stammen (Boii, Lingones en Insubres) vallen in Noord-Italië de Povlakte binnen. De Romeinen worden in de slag bij Faesulae verslagen.
- De Galliërs plunderen de stad Chiusi en zijn drie dagmarsen van Rome verwijderd, het Romeinse leger weet hen op een heuvel in Toscane te omsingelen en in de slag bij Telamon te vernietigen.

### China
- Qin Shi Huangdi verovert de Wei (staat), de hoofdstad Kaifeng aan de Gele Rivier geeft zich na een lange belegering over.

### Perzië
- Seleucus III Ceraunus (225 - 223 v.Chr.) bestijgt als koning de troon van het Seleucidenrijk.

### Griekenland
- De Griekse meetkundige Apollonius van Perga bestudeert de kegelsnede en benoemt de ellips, de parabool en de hyperbool.

## Overleden
- Seleucus II Callinicus (~265 v.Chr. - ~225 v.Chr.), koning van het Seleucidenrijk (Syrië) (40)